# Little Wing
Pistes de Axis: Bold as Love
Ain't No Telling
(5) If 6 Was 9
(7)
Little Wing est une chanson écrite par Jimi Hendrix. Elle est enregistrée en 1967 avec son groupe The Jimi Hendrix Experience et figure sur leur second album, Axis: Bold as Love.
Little Wing est, avec Spanish Castle Magic, une des rares chansons de Axis: Bold as Love à être jouée régulièrement en concert, les autres titres utilisant intensivement des techniques d'enregistrements difficiles à reproduire sur scène. L'enregistrement de la guitare a été fait à partir d'une cabine Leslie utilisée normalement avec un orgue Hammond. Sur scène, Hendrix utilisait une pédale Univibe simulant l'effet Doppler.
Little Wing a été classée à la 366e position de la liste des 500 plus grandes chansons de tous les temps par le magazine Rolling Stone.
La chanson est composée par la division en deux compositions de la démo homonyme publiée dans l'album posthume South Saturn Delta. L'autre chanson est Angel parue dans First Rays of the New Rising Sun.

## Contexte
Jimi Hendrix a commencé sa carrière en tant que guitariste de session en jouant et enregistrant avec plusieurs artistes R&B populaires, dont les Isley Brothers, Don Covay et Little Richard. Il a appris d'autres guitaristes de R&B, dont Curtis Mayfield, qui était connu pour ses jeux rythmiques et ses accords discrets,. Hendrix a tourné en première partie avec Mayfield en 1963. Il a décrit l'expérience : « Le meilleur concert était avec Curtis Mayfield et les Impressions. Curtis était un très bon guitariste... J'ai beaucoup appris en peu de temps. Il m'a probablement influencé plus que quiconque avec qui j'avais joué jusqu'à ce moment-là, son doux son, vous savez ». En 1966, Hendrix a enregistré une chanson intitulée (My Girl) She's a Fox avec les Icemen, un duo de R&B. Le biographe de Hendrix, Harry Shapiro, l'a décrit comme « rythmé et formulé dans le style de Curtis Mayfield, [qui] est pratiquement un modèle pour Little Wing » ». Plus tard, le producteur d'Hendrix, John McDermott, a qualifié sa contribution à She's a Fox (incluse dans le coffret West Coast Seattle Boy: The Jimi Hendrix Anthology) « peut-être la plus forte de sa carrière avant l'Experience. Le style de guitare d'Hendrix, influencé par Curtis Mayfield, est l'attribut le plus fort ».

Selon Hendrix, Little Wing est né d'une idée qu'il avait développée à l'origine alors qu'il jouait à Greenwich Village, lorsqu'il était à la tête de son groupe Jimmy James and the Blue Flames à l'été 1966. Il a expliqué plus tard qu'il avait été davantage inspiré au cours de la performance de l'Experience au Monterey Pop Festival 1967 : 

« J'ai eu l'idée quand nous étions à Monterey et que je regardais tout autour. Alors je me suis dit que je prenais tout ce que je voyais autour de moi et que je le mettais peut-être sous la forme d'une fille, peut-être, quelque chose comme ça, vous savez, et l'appelais Little Wing, et ensuite il s'envolerait. Tout le monde vole vraiment et ils sont vraiment de bonne humeur, comme la police et tout le monde était vraiment, vraiment super là-bas. Alors j'ai juste pris toutes ces choses et je les ai mises dans une très, très petite boîte d'allumettes, vous savez, dans une fille et puis je l'ai fait. C'était très simple, mais j'aime ça quand même.  »

## Enregistrement et composition

### Enregistrement

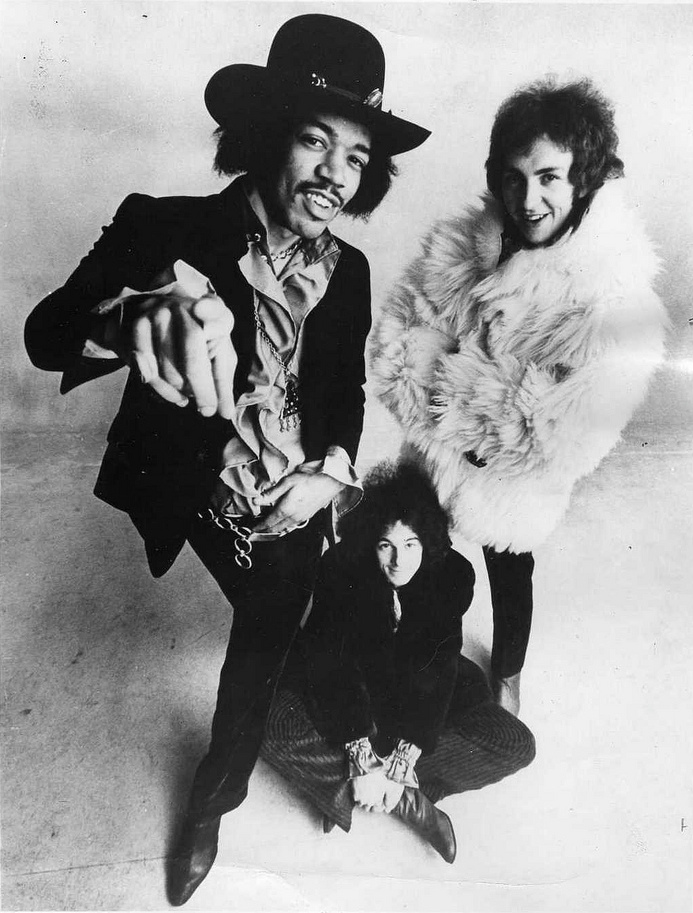
Photo promotionnelle du groupe en 1968.

En octobre 1967, les sessions d'enregistrement du deuxième album du groupe, Axis : Bold as Love, débutent aux Olympic Studios de Londres. Le 25 octobre, après avoir enregistré Wait Until Tomorrow, fortement orienté R&B, l'Experience a enregistré une version instrumentale de Little Wing. Il suivait la même progression d'accords que l'enregistrement principal ultérieur, mais avait une sensation rock plus puissante,. Après une autre prise dans la même veine, Chandler a appelé à une approche différente. L'ingénieur du son Eddie Kramer a expliqué: « Chas a tout de suite su ce qui était nécessaire. Il a demandé à Jimi de ralentir le tempo et de l'essayer à nouveau ». Une fois la piste de base terminée, Hendrix et Kramer ont enregistré des overdubs le 28 octobre 1967.
Lors des enregistrements, Hendrix passe du temps à travailler le son de ses pistes de guitare. Pour sa guitare rythmique, il avait réglé son sélecteur de micros sur une position non standard entre les réglages du manche et du milieu pour obtenir un son « creux », parfois appelé à tort « hors phase ». Cependant, pour la guitare principale, Kramer a ensuite transmis le signal de la guitare à une cabine Leslie, qui était normalement utilisé pour les orgues électriques. En tournant, les haut-parleurs à l'intérieur de la cabine Leslie produisent un effet Doppler cyclique, qui ajoute une variation de hauteur et de volume, donnant l'impression d'une pulsation ou d'un tremblement au son (Hendrix a ensuite popularisé l'utilisation de la pédale d'effets à déphasage UniVibe, qui peut être réglée pour obtenir un effet à peu près similaire).
Ensuite, Hendrix a ajouté une mélodie au glockenspiel (« sec, sans aucun effet ») pour souligner sa voix et sa guitare. Selon Kramer, « Jimi a toujours gardé un œil sur les instruments étranges qui trainaient dans le studio » et a trouvé le glockenspiel dans le Studio A. Le chant est la dernière piste enregistrée. La voix de Jimi Hendrix est traitée avec des effets pour lui donner un son aérien : le doublement artificiel de la piste vocale (ADT), un déphasage, un égaliseur par filtre Pultec et un traitement avec une cabine Leslie,.

### Composition
La chanson est composée en 4/4 avec une mesure en 2/4 à un tempo rock lent (70-72 battements par minute) et est construite sur une progression d'accords sans section de pont :
| Em | G | Am | Em | Bm–B (bémol) | Am–C | G–Fadd9 | (2/4) C | (4/4) D | rest |

Le morceau commence par une introduction instrumentale à la guitare seule, puis la basse et la batterie rentrent. Il y a deux couplets chantés, suivis d'un solo de guitare.

### Analyse de la composition
Sur l'arrangement de la chanson, Shapiro commente : « Musicalement, Little Wing est structuré pour apporter une touche amère à toute la chanson, de la déclaration d'ouverture saisissante et du glockenspiel obsédant à l'utilisation d'un haut-parleur Leslie pour la guitare  ». Selon Matthew Greenwald d'AllMusic, le morceau est basé sur une « progression d'accords douce et émouvante [qui] guide la mélodie et est un miroir précis du titre et des paroles ».
Le solo final a été décrit comme « richement mélodique » par le biographe Keith Shadwick. Shapiro a pointé la courte durée de la chanson : « La chanson se termine sur un solo magique après seulement deux minutes et vingt-cinq secondes. Même en concert, Little Wing n'était presque plus – il a dit ce qu'il voulait dire et ça s'arrête là ».

L'utilisation d'accords de guitare par Hendrix pour la chanson implique des positions de doigts non conventionnelles. Le guitariste Frank Marino explique à propos d'Hendrix :

« Il avait tendance à jouer avec ses doigts très plats [sur le manche de la guitare], et il avait un pouce très long, donc il pouvait venir sur le haut du manche pour jouer des notes de basse. Cela laissait ses doigts dans une position probable pour faire tout ce genre de trucs de type accord. Jouer avec ses doigts si plats lui a également donné cet effet de double corde à chaque fois, comme dans Castles Made of Sand ou Little Wing. C'est un truc de R&B »

. Un ouvrage de référence de Hal Leonard compare cette technique à l'approche d'un pianiste : « le frottement du pouce d'Hendrix sur les notes de basse, fonctionnant presque de la même manière que la main gauche d'un claviériste, et les autres doigts de sa main peuvent être comparés à ceux d'un pianiste droitier ».

## Analyse des paroles
Jimi Hendrix est resté énigmatique sur la signification des paroles de la chanson. Dans une interview de 1967, il explique : « La plupart des ballades se présentent de différentes manières. Parfois, vous voyez les choses autrement que les autres ne les voient. Alors vous l'écrivez dans une chanson. Cela pourrait représenter n'importe quoi ». Dans différentes interviews, il reconnaît une influence amérindienne sur ses chansons I Don't Live Today, May This Be Love et Little Wing. Il décrit Little Wing comme étant « basé sur un style indien très, très simple », se référant peut-être à certaines mythologies amérindiennes dans lesquelles les esprits habitent la nature et les animaux, y compris les oiseaux. Dans une interview, il confirme explicitement cette explication : 

« C'est exactement de cela dont il s'agit, comme :
Elle marche à travers les nuages
Avec un esprit de cirque qui se déchaîne
Papillons et zèbres, et rayons de lune et contes de fées
C'est tout ce à quoi elle pense, chevauchant avec le vent
 »

Le journaliste musical Charles Shaar Murray compare la figure à un idéal féminin : « Parfois, c'est une esprit, tantôt un fantasme, tantôt une femme aussi solidement, manifestement physique que lui ». La figure apparaît pour la première fois en tant que « cascade » dans May This Be Love, où elle offre réconfort et espoir, et en tant que « sprite émouvante et aimante » dans Little Wing. Cependant, d'autres auteurs ont suggéré que ce personnage est similaire à l'ange gardien associé au christianisme, ce qui est clairement ce qu'elle représente dans l'une des dernières chansons de Hendrix Angel. Le frère d'Hendrix, Leon, a interprété Little Wing (et Angel) comme un hommage général : « Il l'a écrit pour ses copines, nos tantes, et surtout pour notre maman, qui nous surveillait d'en haut dans l'au-delà ». Les paroles manuscrites de Hendrix pour Angel (avec la note « achevé le 14 janvier 1968 ») utilisent le titre My Angel Catherina (Return of Little Wing), ce qui suggère qu'il a vu un lien entre les deux chansons. À l'époque, Hendrix venait de terminer une courte tournée en Scandinavie, où il avait interprété Little Wing en concert pour la première fois. À un moment donné, il a répondu à une question : « L'amour ? Je connais une fille, Katerina, en Suède ». Dans une interview plus tard en 1969, Hendrix a décrit ses relations alors qu'il était en tournée : « Donc Little Wing, c'est comme une de ces belles filles qui viennent parfois... toute la vie et plus si je le voulais. Et moi avec mon cul de fou je ne pouvais pas le faire, alors je vais ici et là et là-bas »[incompréhensible].

## Parutions
Little Wing, ainsi que le reste des morceaux pour Axis: Bold as Love, a été mixé le 31 octobre 1967. Parce que certains des masters avaient été perdus, des remix stéréo ont été préparés le 1er novembre (il n'est pas clair si Little Wing faisait partie de ceux remixés). Le 2 novembre 1967, un mixage mono a été préparé, faisant d'Axis le dernier album d'Hendrix spécifiquement mixé en mono (les albums mono suivants sont par la suite réalisés électroniquement à partir des mixages stéréo). Lors de la préparation de l'album pour une réédition mono, l'ingénieur du son Kramer souligne les différences : « Peut-être que le morceau le plus unique était Little Wing. La guitare et le chant de Jimi étaient beaucoup plus secs tandis que la réverbération de la batterie était beaucoup plus présente. C'était une expérimentation ... tout l'album [mono] a été mixé en une journée ! »
L'album est publié par Track Records au Royaume-Uni le 1er décembre 1967 et Reprise Records le 15 janvier 1968, aux États-Unis. La chanson apparaît sur les rééditions ultérieures d'Axis: Bold as Love, qui continue d'être l'un des albums d'Hendrix le plus vendu. Il a également été inclus sur de nombreux albums de compilation Hendrix, dont The Ultimate Experience et Voodoo Child: The Jimi Hendrix Collection,.

## Performances en concert
"Little Wing" est l'une des deux seules chansons d'Axis que l'Expérience joue régulièrement en concert, l'autre étant Spanish Castle Magic. À l'exception du glockenspiel et de la fin de la chanson, leurs performances en direct suivent généralement l'arrangement en studio. Étant donné que l'enregistrement d'Axis se termine sur un fondu, Hendrix avait besoin de concevoir une fin en concert différente. Les premiers enregistrements montrent une progression vers un accord ouvert, tandis que les derniers ont une improvisation de guitare à une seule corde plus élaborée avec des effets, tels que la wah-wah, avant un accord final carillon. Lors d'un concert de 1968 à San Francisco, le signal de guitare de Hendrix est branché dans une cabine Leslie. L'écrivain Dave Rubin note à ce sujet que « la vraie Leslie jouée à l'extérieur [hors du studio] comme celle-ci donne vraiment un tourbillon très délicat et doux aux accords et aide les embellissements d'accords dans l'intro ». Cette version est également jouée à un tempo plus lent (56 bpm), ce qui la rend un peu plus longue (4:01).
Le 8 janvier 1968, l'Experience lance la chanson au Konserthuset de Stockholm, en Suède, dont les enregistrements apparaissent ensuite sur des albums pirates. D'autres versions live apparaissent sur Stages : Paris 68 (L'Olympia à Paris, 29 janvier 1968), The Jimi Hendrix Concerts (Winterland Ballroom à San Francisco, 12 octobre 1968), et Hendrix in the West (Royal Albert Hall à Londres, 24 février 1969). Ces enregistrements sont réédités sur Live in Paris & Ottawa 1968, Winterland et The Jimi Hendrix Experience Box Set. L'enregistrement live du Royal Albert Hall de 1969 a été inclus sur des singles publiés au Royaume-Uni et aux États-Unis en 1972. Une jam instrumentale du 17 mars 1968 avec Hendrix et les membres du Paul Butterfield Blues Band et de l'Electric Flag est construite autour de Little Wing. Hendrix l'a enregistré pour son usage personnel au moment où il a commencé à enregistrer des morceaux pour Electric Ladyland au studio Record Plant à New York. Cette cassette de mauvaise qualité du Cafe au Go Go, ainsi que d'autres du Generation Club et de la Scene à New York, a ensuite été volée dans son appartement et est apparue sur plusieurs albums pirates au fil des ans.

## Postérité
Le magazine Rolling Stone a inclus Little Wing sur sa liste des « 500 plus grandes chansons de tous les temps » à la 357e place en 2004 et à a 366e lorsque la liste a été mise à jour en 2010. Plusieurs musiciens ont enregistré la chanson dans des styles différents.

### Reprise d'Eric Clapton
Le guitariste et chanteur anglais Eric Clapton a interprété Little Wing tout au long de sa carrière, dont la première fois remonte au sein du groupe Derek and the Dominos. Il a expliqué dans une interview : 

« J'ai trouvé que son lyrisme lorsqu'il écrivait des ballades, comme "Wind Cries Mary" ou "Little Wing", était si différent, d'une certaine manière, qu'il m'attirait puissamment. [C'était] beaucoup plus structuré que certaines de ses autres choses, et plus mélodique aussi. ["Little Wing"] se dresse si bien que n'importe qui pourrait le faire. »

. Derek et les Dominos interprètent la chanson à Londres au Marquee Club dix jours après leurs débuts en direct au Lyceum le 14 juin 1970. Avec Duane Allman à la deuxième guitare, le groupe a enregistré Little Wing aux Criteria Studios à Miami, pendant les sessions pour l'album Layla and Other Assorted Love Songs peu de temps avant la mort d'Hendrix le 18 septembre 1970. Le biographe de Clapton, Michael Schumacher, note : « Clapton l'avait conçu comme un hommage à une légende vivante, mais maintenant que Hendrix était parti, la chanson toucha un niveau émotionnel différent ».
Atco Records a publié la chanson en un single en tant que face B de Bell Bottom Blues et l'a incluse sur Layla and Other Assorted Love Songs. Les commentaires des critiques sur l'interprétation de Derek et des Dominos vont de « exquisément arrangé »(Rolling Stone) à « explosif » (Legends of Rock Guitar). Le groupe a interprété la chanson lors de leur tournée et un enregistrement du Fillmore East à New York le 23 octobre 1970 est publié sur l'album Live at the Fillmore en 1994.
Après la séparation de Derek et des Dominos, Clapton a continué à jouer Little Wing. Des enregistrements live apparaissent sur Eric Clapton's Rainbow Concert (1973), Crossroads 2: Live in the Seventies (1974, sorti en 1996), Eric Clapton & Friends in Concert (DVD avec Sheryl Crow 1999), Live in San Diego (2007, sorti en 2016) , Live from Madison Square Garden (avec Steve Winwood 2008, sortie 2009).

### Autres reprises
Gil Evans a inclus un arrangement jazz dans le répertoire de son groupe tout au long de sa carrière. Une version a ensuite été incluse dans une réédition élargie de The Gil Evans Orchestra Plays the Music of Jimi Hendrix (1974). En 1987, Evans a fourni un arrangement et un accompagnement pour le deuxième album solo de Sting, ...Nothing Like the Sun. Ce dernier a aussi inclut une version en espagnol sur son maxi de 5 chansons Nada Como el Sol parut en 1988, et qui est réintitulée Mariposa libre. Murray décrit l'implication d'Evans comme « presque son dernier acte créatif » (Evans est décédé moins d'un an plus tard).
Le guitariste de blues texan Stevie Ray Vaughan a enregistré une version instrumentale en 1984, bien qu'elle ne soit sortie qu'en 1991, lorsqu'elle est apparue sur l'album publié à titre posthume de Vaughan, The Sky Is Crying. L'interprétation de la chanson par Vaughan a remporté le Grammy Award 1993 de la meilleure performance instrumentale rock. Le groupe de pop rock irlandais The Corrs a enregistré la chanson pour leur album de 1997 Talk on Corners. Une critique d'album d'AllMusic estime que "[l]e morceau celtique le meilleur et le plus fougueux est Little Wing, reposant délicieusement sur les contributions des Chieftains alors de passage".
Little Wing a également été reprise par beaucoup d'artistes et notamment :
- Concrete Blonde sur Still in Hollywood, sorti en 1994.
- Toots Thielemans sur In from the storm - Tribute - Jimi Hendrix, en 1995.
- Eric Clapton, en particulier en duo avec Sheryl Crow dans son concert de charité au profit du Crossroads Centre d'Antigua.
- Carlos Santana sur Guitar Heaven: The Greatest Guitar Classics of All Time, sorti en 2010.

Le morceau a aussi été reprise par Jeff Beck, Joe Satriani, Steve Vai, Shawn Lane, Yngwie Malmsteen, Kirk Hammett de Metallica, Pearl Jam, John Mayer, Skid Row, Toto, Tak Matsumoto, John Petrucci, Widespread Panic, Paul Rodgers, Popa Chubby, Matthieu Chedid et Sean Lennon entre autres.